# مقاطعة غرادي (أوكلاهوما)
مقاطعة غرادي (بالإنجليزية: Grady County)‏ هي إحدى مقاطعات ولاية أوكلاهوما في الولايات المتحدة الأمريكية.

## أعلام
- ليون بولك سميث
- جيمس فيرنون سميث
- والت رانكين